# Enrico Causici
Enrico Causici, né à Vérone en 1790 et mort à La Havane en août 1833, est un sculpteur italien du XIXe siècle.

## Biographie

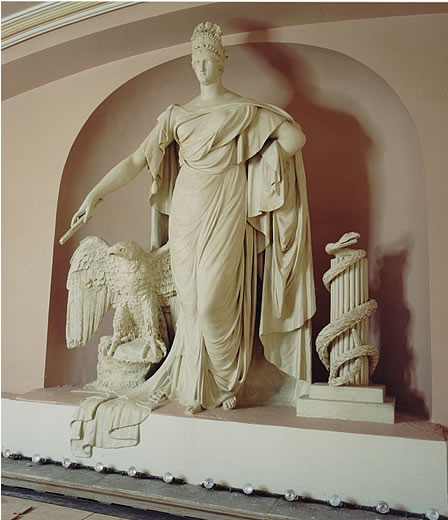
La Liberté et l'Aigle (1819)

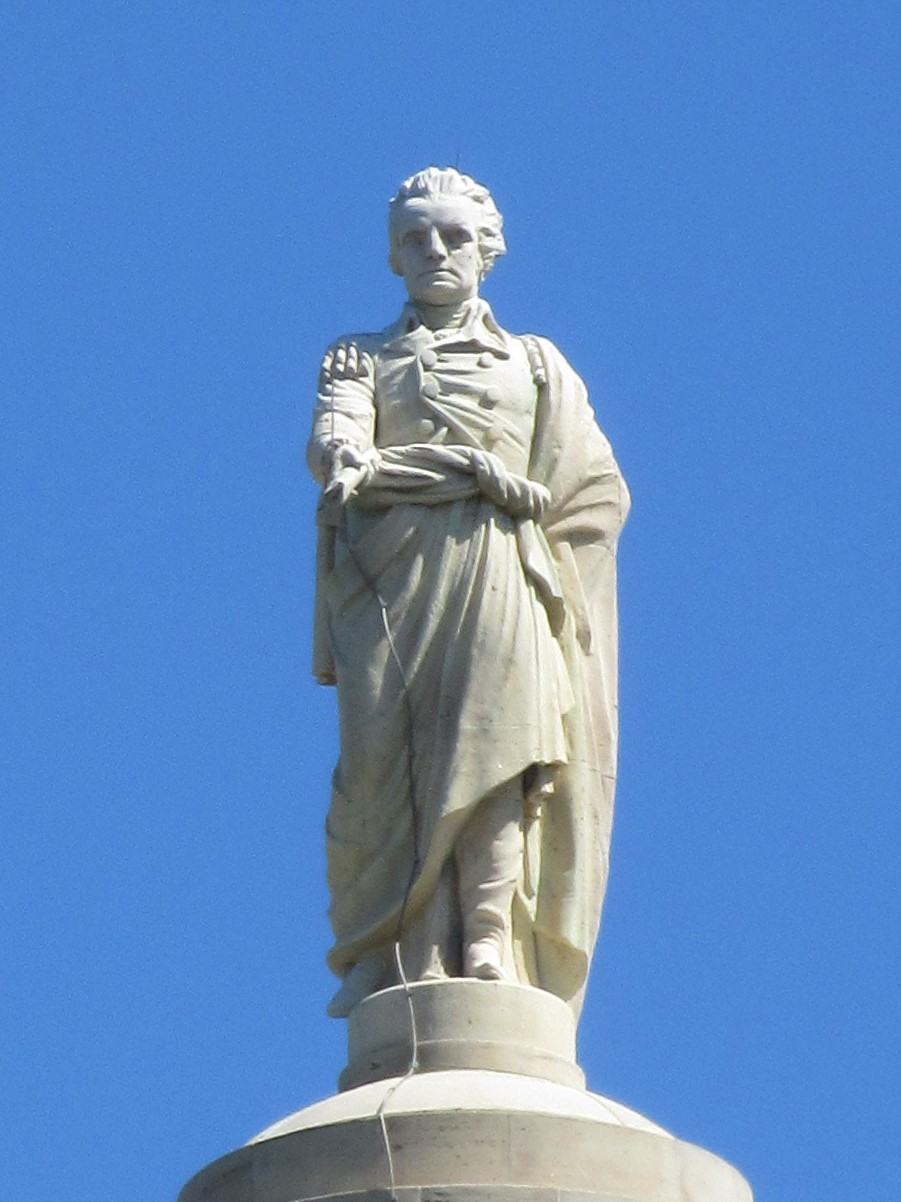
Statue au sommet du monument de Washington à Baltimore (1829)

Né et formé en Italie, Enrico Causici émigre aux États-Unis d'Amérique en 1816, année pendant laquelle il a été recommandé au président James Madison et au Secrétaire d'État James Monroe (élu président quelques mois plus tard) par le consul des États-Unis à Gênes, Edward Caffarena, qui envoie au président une statue en albâtre de l'artiste représentant Napoléon franchissant les Alpes.

Les États-Unis sont alors un pays neuf encore dépourvu d'artistes nationaux et, par conséquent, contraint de faire appel aux talents (français et italiens) du vieux continent. Causici y passe pour un élève du sculpteur néoclassique Antonio Canova. En réalité, l'artiste véronais ne semble pas avoir eu Canova pour maître, ou alors très brièvement : interrogé à propos de Causici, un neveu du grand sculpteur vénitien affirma qu'il n'en avait jamais entendu parler.
Causici participe, entre 1817 et 1827 à la décoration sculpturale du Capitole des États-Unis, où il travaille aux côtés de plusieurs de ses compatriotes (Luigi Persico, Antonio Capellano, Giuseppe Valaperti, Carlo Franzoni).

Pour le premier hémicycle de la Chambre des représentants (aujourd'hui Statuary Hall), il modèle le groupe colossal en plâtre du Génie de la Constitution, également appelé la Liberté et l'Aigle ou encore la Liberté et le Serpent (1817-19), qui orne la niche surmontant la tribune de l'orateur. Cette statue ne sera jamais exécutée en marbre, malgré une pétition, adressée par l'artiste à la Chambre des représentants en novembre 1820, dans laquelle il se propose également de réaliser une statue commémorative du baron de Kalb à l'occasion du centenaire de la naissance de ce héros de la guerre d'indépendance.

En 1823, Causici obtient une autre commande pour le même monument : une horloge monumentale destinée à la première salle du Sénat, en pendant de celle réalisée par Franzoni pour la Chambre des représentants. Cette nouvelle œuvre restera cependant à l'état de projet, l'exécution en marbre ayant été jugée trop coûteuse par les membres du Congrès. Causici continue cependant à travailler au Capitole, sculptant deux grands bas-reliefs en grès pour la rotonde, Le Débarquement des Pères pèlerins (1825, au-dessus de la porte orientale) et Daniel Boone combattant les Indiens (1826-27, au-dessus de la porte australe). 

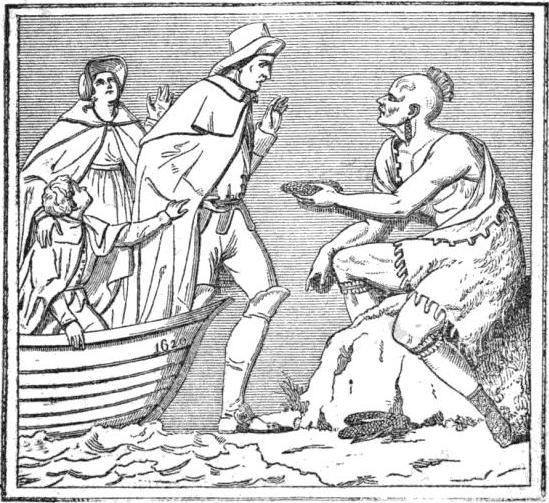
Le Débarquement des Pères pèlerins
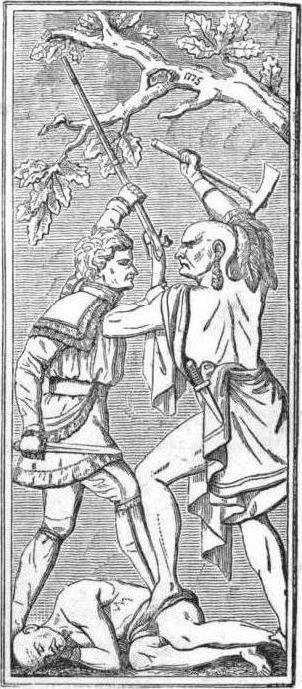
Daniel Boone combattant les Indiens

Habitant tout d'abord à Baltimore, il réalise en 1823 un buste du sénateur William Pinkney pour le barreau de cette ville. Cette sculpture est, selon ses dires, le premier buste en bronze fondu aux États-Unis. En novembre 1829, sa statue en marbre de George Washington (mesurant entre quatre et cinq mètres et taillée dans trois blocs de près de sept tonnes chacun), commandée en 1827, est installée au somment de la colonne commémorative érigée à Baltimore par Robert Mills, un architecte qui considérait Causici comme un « génie ... fier, excentrique, contrarié et négligé ».

Résidant ensuite à New York, Causici réalise en 1832 un buste de DeWitt Clinton pour l'hôtel de ville de cette grande cité.
Ayant contracté le choléra lors d'un séjour à Cuba, il meurt à La Havane en août 1833, sans avoir pu mener à terme son projet de statue équestre de George Washington pour la ville de New York.

### Anecdote
En février 1825, Causici était à Washington, où il assista à la dernière cérémonie présidée par le président Monroe. Il se rendit à cet événement dans une voiture où il avait pour compagnons de route James Fenimore Cooper, Robert Owen, Samuel Morse et le capitaine de marine Chauncey (frère du commodore Isaac Chauncey). Cooper fit alors remarquer que cette compagnie était l'une des plus singulières de cette soirée, car elle comprenait un misanthrope (Chauncey) et un philanthrope (Owen) ainsi qu'un peintre (Morse), un sculpteur (Causici) et un auteur (Cooper).